# Henry Antfors
Erik Henry "Ettrig" Antfors, före 1942 Andersson, född 18 maj 1909 i Göteborg, död 8 juni 1979, var en svensk fotbollsspelare (anfallare) som representerade Gais 1934–1938 samt 1940–1942. Han hade innan han bytte efternamn en namne i Gais, varför han i statistik och press ofta kallas Henry Andersson (1) eller Henry Andersson I.
Antfors (då Andersson) spelade juniorfotboll för IFK Göteborg och debuterade i A-laget säsongen 1932/1933, då han spelade två matcher i allsvenskan för klubben. Han gick sedan till Gais, där han debuterade säsongen 1934/1935. Han var aldrig helt ordinarie i klubben, och när Gais åkte ur allsvenskan 1938 gick han till värmländska Deje IK, där han var spelande tränare. Han kom sedan tillbaka till Gais och spelade några matcher för klubben 1940/1941 och 1941/1942. Under vinteruppehållet 1941/1942 bytte han namn till Antfors, och presenterades våren 1942 skämtsamt som en "ny högerinner" i Dagens Nyheter.